# Mantispa stenoptera
Mantispa stenoptera is een insect uit de familie van de Mantispidae, die tot de orde netvleugeligen (Neuroptera) behoort. 
Mantispa stenoptera is voor het eerst wetenschappelijk beschreven door Gerstäcker in 1888.